# Vályi Gyula

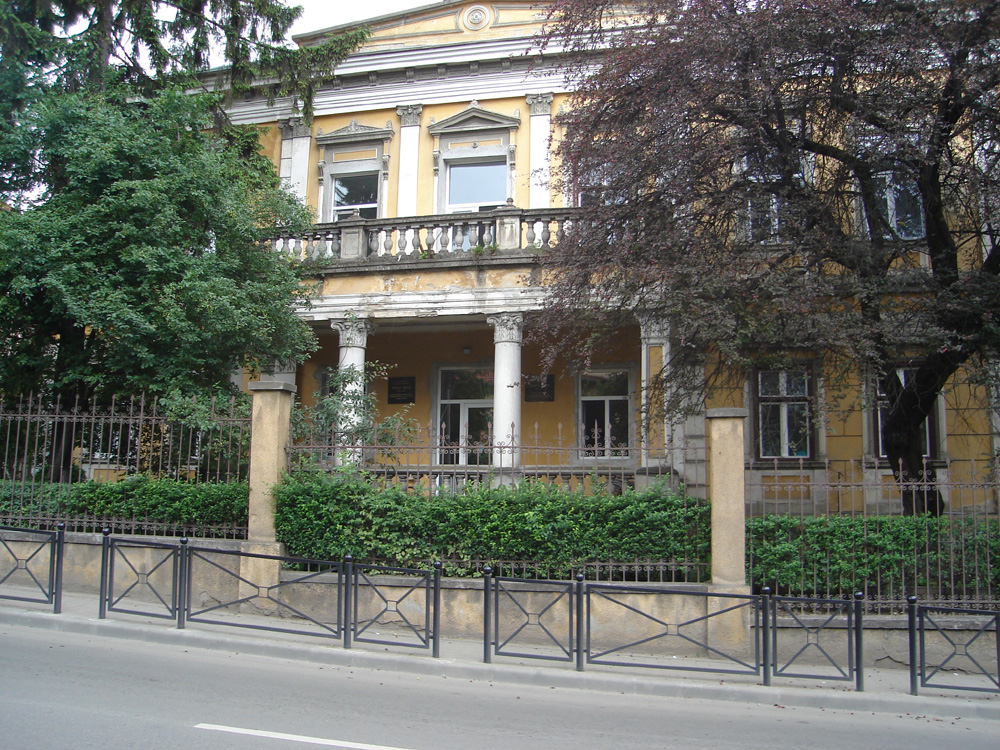
Vályi-ház a Majális (Republicii) utca 20 szám alatt

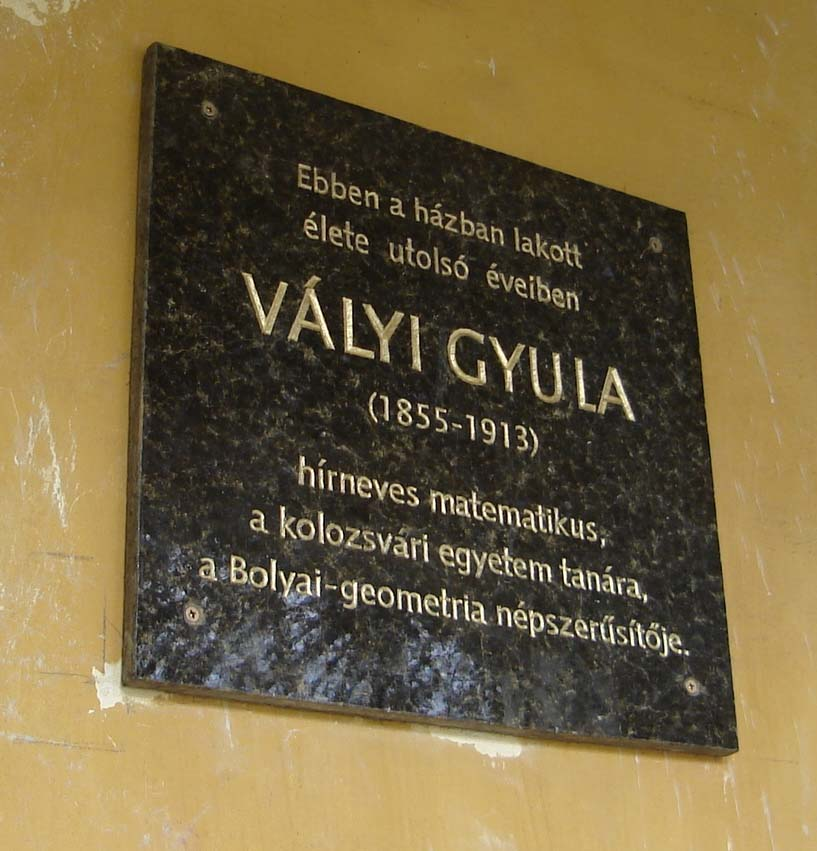
A 2007-ben kihelyezett emléktábla

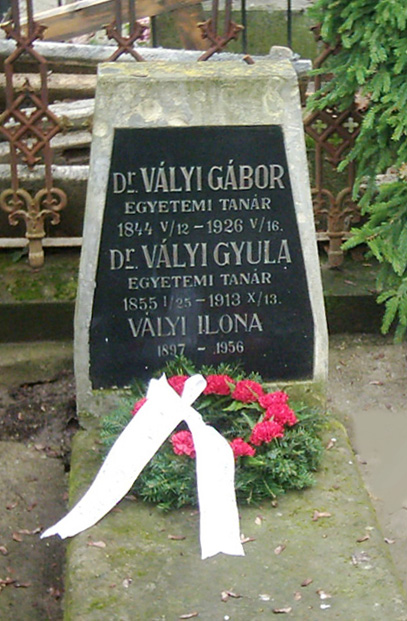
Sírja a Házsongárdi temetőben

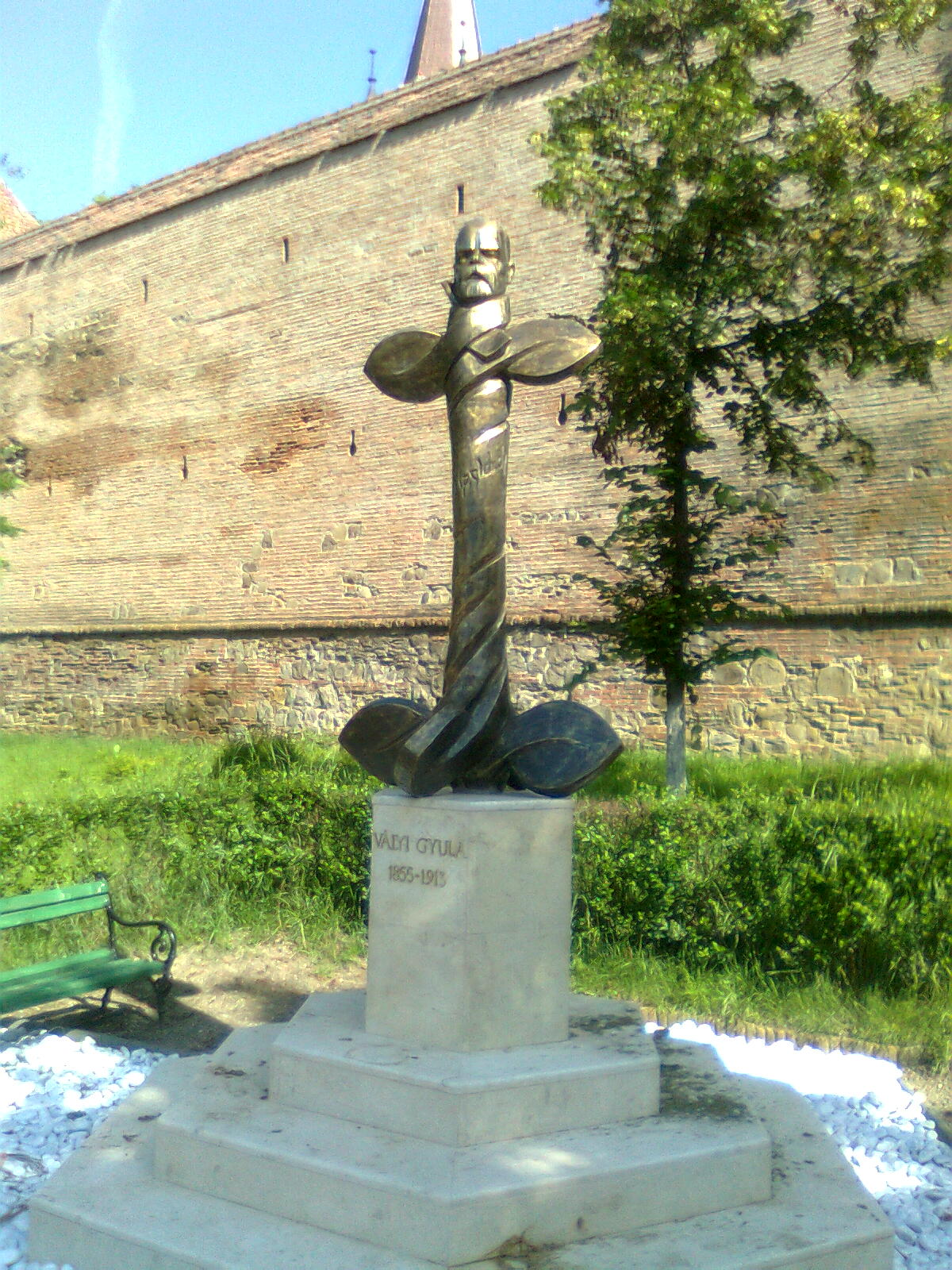
Szobra szülővárosában, Marosvásárhelyen

Vályi Gyula (Marosvásárhely, 1855. január 25. – Kolozsvár, 1913. október 13.) matematikus, egyetemi tanár, a kolozsvári egyetem professzora, a Magyar Tudományos Akadémia levelező tagja, Vályi Károly fia, Vályi Gábor öccse.

## Élete és munkássága
A Vályi család a Dózsa család leszármazottja. Jogi végzettségű édesapja, Vályi Károly, Marosvásárhely törvényszéki bírája és a helyi református egyházközség kurátora volt, édesanyja, Dósa Ráchel pedig, a marosvásárhelyi Református Kollégium első jogi professzorának, Dósa Gergelynek volt a lánya.
Vályi Gyula hároméves korában lábtörést szenvedett, és a baleset utáni hibás orvosi kezelés miatt élete végéig sétabot használatára kényszerült. 1861 őszétől 1873-ig a marosvásárhelyi Református Kollégiumban tanult. Már gimnáziumi évei alatt jelentkezett szembetegsége.
A kolozsvári tudományegyetem matematika- és természettudományi karán tanult, ahol leginkább Martin Lajos és Réthy Mór előadásai hatottak rá. 1877-ben matematika-fizika szakos tanári oklevelet szerzett. Ezt követően kétéves ösztöndíjat kapott a berlini egyetemre, ahol többek között Karl Weierstrass előadásait látogatta. 1880 tavaszán Vályi visszatért Erdélybe és ugyanebben az évben doktori fokozatot szerzett A másodrendű partialis differentialis egyenletek elméletéhez című dolgozatával. 1881-ben a kolozsvári egyetemen magántanárrá, 1884-ben a matematika és fizika nyilvános rendkívüli tanárává, 1887-ben az elemi matematika nyilvános rendes tanárává nevezték ki. 1911-ben szembetegsége miatt nyugállományba vonult, feladta házát, és bátyja, az egyetem jogi karán tanító Vályi Gábor házában élt 1913-ban bekövetkezett haláláig.
Kutatási területe a parciális differenciálegyenletek, projektív és analitikus mértan, elemi matematika, illetve a számelmélet volt. Értekezései a Matematikai és Természettudományi Értesítőben, a Crelle-féle Journalban és más hazai és külföldi szaklapokban jelentek meg. Legtöbb dolgozatát a projektív geometria körében írta, elsősorban a többszörös perspektivitás és a polárreciprocitás tulajdonságairól a vizsgálatával foglalkozik. A Bolyai-hagyaték kutatásában is jelentős érdemeket szerzett. Szénássy Barna szerint: „Kétségtelenül Vályi Gyula buzgó munkásságának köszönhető, hogy Brassai Sámuel minden gáncsoskodása ellenére Kolozsvár a Bolyai-kultusz fellegvára lett, és hogy kartársai és tanítványai közül többen is eredményesen vettek részt a két Bolyai megismertetésének munkájában.”
A Magyar Tudományos Akadémia 1891-ben levelező taggá választotta.

## Emlékezete
Halálakor a Kolozsvári Hírlap nekrológja hosszasan sorolja érdemeit:
„Kitűnő professzor volt, és általában párját ritkító lelkiismeretességgel, pontossággal töltötte be egész életén keresztül minden kötelességét. Szerette a zenét és a szépirodalmat. Ott volt minden hangversenyen, felolvasáson. Gyakran járt színházba. Az utóbbi években annyira meggyöngülvén szemei, hogy olvasni már nem tudott, rendes felolvasót tartott, és így maradt kontaktusban a hazai és külföldi irodalom jelesebb termékeivel. ... Derűs kedélyű, nemes szívű ember volt, aki sok jót tett másokkal, és mindenkor az elsők között hozta meg a maga anyagi áldozatát jótékonysági és egyéb közcélokra.”
Temetésén Ravasz László hirdette az igét.
1994-ben Marosvásárhelyen Vályi Gyula Matematikai Társaság alakult. 2004. november 11–12-én Kolozsváron Vályi Gyula-emlékkonferenciát szerveztek az EME keretében.
2007-ben a kolozsvári Majális (ma Republicii) utca 20. szám alatti házon (amely ma a vasúti kórház tulajdona) román és magyar nyelvű emléktáblát helyeztek el. A magyar nyelvű tábla szövege:
„Ebben a házban lakott élete utolsó éveiben VÁLYI GYULA (1855–1913) hírneves matematikus, a kolozsvári egyetem tanára, a Bolyai-geometria népszerűsítője”
A román nyelvű tábla szövege:
„În această casă a locuit renumitul matematician GYULA VÁLYI (1855–1913) profesor la universitatea din Cluj, propagatorul geometriei neeuclidiene a lui János Bolyai.”
2012. május 25-én a Vályi Gyula Matematikai Társaság kezdeményezésére és hathatós támogatásával szobrot emeltek tiszteletére a marosvásárhelyi vár mellett. A szobor alkotója Miholcsa József.
Sírja a kolozsvári Házsongárdi temető II. b. parcellájában van.